# 印氏管叶藓
印氏管叶藓（学名：Colura inuii）为细鳞藓科管叶藓属下的一个种。